# Caso d'uso (diritto)
In ambito di fiscalità la terminologia caso d'uso varia da tributo a tributo. 
Nell'imposta di registro si intende per uso l'utilizzazione del documento in sede amministrativa, ovvero nel momento in cui l'atto è utilizzato per il deposito in cancelleria giudiziaria o presso le Amministrazioni dello Stato o gli enti pubblici territoriali e i rispettivi organi di controllo, purché tale deposito non sia obbligatorio per legge o regolamento.
Nell'imposta di bollo l'evento collegato al caso d'uso è individuato nella presentazione dell'atto all'Ufficio del Registro per la registrazione. Per cui la tassazione in caso d'uso in materia di imposta di bollo comporta che gli atti, i documenti, e i registri indicati nella parte seconda della Tariffa allegata al D.P.R. n. 642/1972 (modificata dal D.M. 20/8/1992) siano soggetti a tale obbligo fiscale solo quando presentati all'Ufficio del Registro: in altre parole per gli atti, i documenti e i registri in questione l'imposta di bollo non deve essere corrisposta al momento in cui gli stessi sono formati, ma solo quando siano sottoposti alla formalità della registrazione.
È da evidenziare inoltre che dall'operatività di tale obbligo fiscale deriva che l'imposta è dovuta nella misura vigente al momento della stessa utilizzazione dell'atto e non al momento della conclusione dell'atto medesimo.